# Лібералізація цін в Росії
Лібераліза́ція цін або ві́дпуск цін — елемент економічної політики російського уряду на початку 1990-х років, що полягав у послабленні державного регулювання в галузі ціноутворення.

## Історія

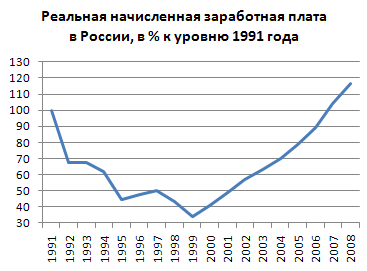

У попередні роки в економіці СРСР застосовувалися регульовані державні ціни на абсолютну більшість вироблених товарів (робіт, послуг). Обговорення серед вищого керівництва країни щодо можливості переходу до вільних цін розпочалися за кілька років до розпаду СРСР.
На засіданні Політбюро ЦК КПРС 3 листопада 1989 року М. І. Рижков висловив думку, що продовольча проблема в країні не буде вирішена, «якщо до 1991 року не підійдемо до вільних цін». У 1991 році криза призвела до втрати контролю за зростанням грошової маси в народному господарстві, а триваючий виробничий спад — до скорочення обсягу товарної пропозиції. Спроби поступового переходу від встановлених цін до договірних проблему не вирішили. До кінця 1991 року співвідношення грошової маси до товарної пропозиції досягло трикратного рівня, що свідчило про загрозливу економічну нерівновагу. Це проявлялося в наростаючому товарному дефіциті, особливо продовольства у великих містах. Для більшості фахівців стало очевидним, що необхідний перехід народного господарства країни на ринкові рейки, який вимагатиме відмови від державного регулювання в галузі ціноутворення. Передбачалося передати функції ціноутворення безпосередньо суб'єктам підприємницької діяльності, які встановлюють ціну під впливом конкуренції, виходячи з наявного попиту та пропозиції.
Відпуск цін був першим пунктом програми невідкладних економічних реформ Бориса Єльцина, запропонованої V з'їзду народних депутатів РРФСР, що відбувся у жовтні 1991 року. Пропозиція про відпуск цін зустріла беззастережну підтримку з'їзду (878 голосів «за», і лише 16 «проти»).
Єгор Гайдар згадував:

У жовтні 1991 року ми припускали, що можна відкласти лібералізацію цін до середини 1992 року, а до того часу створити важелі контролю над грошовим обігом у Росії. Через кілька днів після початку роботи в уряді, ознайомившись із картиною продовольчого постачання великих російських міст, був змушений визнати, що відтермінування лібералізації до липня 1992 року неможливе. У цьому випадку до літа 1992 року ми опинимося приблизно там само, де були більшовики влітку 1918-го. Залишалася єдино можлива лінія в економічній політиці, що давала шанси на запобігання катастрофі — лібералізація цін, скорочення підконтрольних державі витрат, якнайшвидше відокремлення грошової системи Росії від грошових систем інших пострадянських держав. Йшлося про розвиток подій у ядерній державі, стабільність якої багато в чому залежала від того, що відбуватиметься з продовольчим постачанням міст.

Фактично радикальна лібералізація споживчих цін була здійснена 2 січня 1992 року відповідно до Указу президента РРФСР від 3 грудня 1991 року № 297 «Про заходи щодо лібералізації цін» та Постановою Уряду РРФСР від 19 грудня 1991 року № 55 «Про заходи щодо лібералізації цін», в результаті чого 90 % роздрібних цін та 80 % оптових цін були звільнені від державного регулювання. При цьому контроль за рівнем цін на низку соціально значущих споживчих товарів та послуг (хліб, молоко, громадський транспорт) було залишено за державою (і на деякі з них зберігається досі). Спочатку націнки на такі товари були обмежені, однак у березні 1992 року стало можливим скасовувати ці обмеження, чим скористалася більшість регіонів. Крім відпуску цін, починаючи з січня 1992 року було здійснено низку інших важливих економічних реформ, зокрема, лібералізацію зарплат, запроваджено свободу роздрібної торгівлі тощо.
Спочатку перспективи лібералізації цін викликали серйозні сумніви26[джерело?], оскільки здатність ринкових сил визначати ціни на товари була обмежена цілою низкою факторів. Насамперед, лібералізація цін розпочалася до приватизації, тож народне господарство переважно перебувало у власності держави.
По-друге, реформи було розпочато на федеральному рівні, тоді як контроль за цінами традиційно здійснювався на місцевому рівні, і в низці випадків місцева влада вважала за краще зберегти цей контроль напряму, незважаючи на відмову з боку уряду надавати субсидії таким регіонам. У січні 1995 року ціни приблизно 30 % товарів продовжували так чи інакше регулюватися. Наприклад, влада чинила тиск на приватизовані магазини, використовуючи той факт, що земля, нерухомість та комунальні послуги, як і раніше, залишалися в руках держави. Місцева влада також створювала перешкоди для торгівлі, наприклад, забороняючи експорт продовольства в інші області. По-третє, виникли могутні злочинні угруповання, які блокували доступ на існуючі ринки та збирали данину шляхом рекету, тим самим спотворюючи ринкові механізми ціноутворення. По-четверте, поганий стан засобів зв'язку та високі транспортні витрати ускладнювали здатність підприємств та окремих громадян ефективно реагувати на ринкові сигнали. Незважаючи на ці труднощі, на практиці ринкові сили почали відігравати значну роль у ціноутворенні, і нерівновага в економіці почала зменшуватися.

## Наслідки
Лібералізація цін стала одним із найважливіших кроків на шляху переходу економіки країни на ринкові засади. За твердженням самих авторів реформ, зокрема, Гайдара, завдяки лібералізації магазини країни за досить короткий час наповнилися товарами, збільшилися їхній асортимент та якість, були створені головні передумови для формування в суспільстві ринкових механізмів господарювання. Як писав співробітник інституту Гайдара Володимир Мау, «головне, чого вдалося досягти в результаті перших кроків економічних реформ — подолати товарний дефіцит і відвести від країни загрозу голоду, що насувався, взимку 1991—1992 року, а також забезпечити внутрішню конвертованість рубля».
До початку реформ представниками Уряду Росії стверджувалося, що лібералізація цін призведе до їх помірного зростання — коригування між попитом та пропозицією. Згідно із загальноприйнятою точкою зору, фіксовані ціни на споживчі товари були в СРСР занижені, що викликало підвищений попит, а це, своєю чергою, — нестачу товарів. Передбачалося, що в результаті корекції товарна пропозиція, виражена в нових ринкових цінах, буде вищою за стару приблизно в 3 рази, що забезпечить економічну рівновагу.

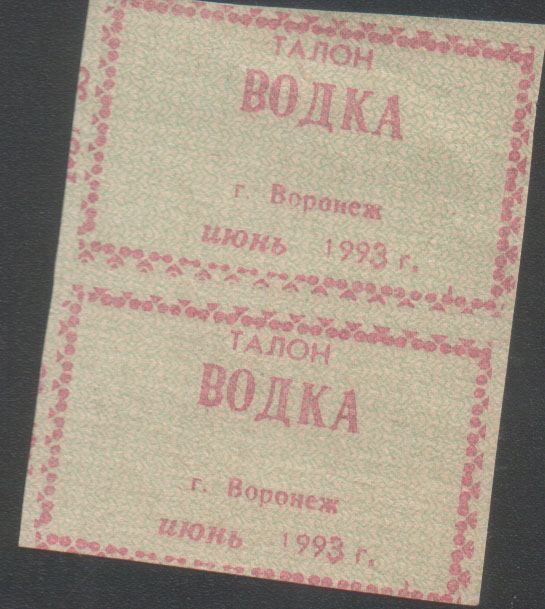
Талони на горілку, що нерідко замінювала гроші в умовах, коли останні стрімко знецінювалися під час гіперінфляції. Талони на багато товарів народного споживання зберігалися до кінця 1993 року

Однак лібералізація цін не була узгоджена з монетарною політикою. Внаслідок лібералізації цін до середини 1992 року російські підприємства залишилися практично без обігових коштів. Починаючи з квітня, Центробанк почав здійснювати масштабну видачу кредитів сільському господарству, промисловості, колишнім радянським республікам та емісію для покриття дефіциту бюджету. За цим послідувала інфляція, яка за підсумками 1992 року склала 2600 %. На думку Андрія Ілларіонова, настільки висока інфляція мала своїми причинами підвищення державних витрат у рік лібералізації майже на 14 % ВВП, а також те, що в рік лібералізації не було проведено грошову реформу. Ілларіонов, таким чином, наголошує на принциповій відмінності політики Гайдара від політики інших пострадянських урядів. Польський економіст Лешек Бальцерович покладає провину за негативні наслідки лібералізації цін та інших російських економічних реформ на політичні конфлікти, що завадили нормальній роботі уряду.
Лібералізація цін призвела до гіперінфляції, знецінення заробітної плати, доходів і заощаджень населення, зростання безробіття, а також до посилення проблеми нерегулярності виплати заробітків. Поєднання цих факторів з економічним спадом, зростанням нерівності в доходах та нерівномірним розподілом заробітків між регіонами призвело до стрімкого падіння реальних заробітків для значної частини населення та її зубожіння. Частка бідних та дуже бідних домогосподарств між 1992 та 1995 рр. збільшилася з 33,6 % до 45,9 % країн, де було проведено «шокову терапію».
Пояснюючи причини високої інфляції, реформатори стверджували, що вони не були пов'язані власне з лібералізацією цін. Як такі причини вони наводили політичний тиск, насамперед з боку Верховної Ради, який змушував проводити емісію грошей, а також приплив рублів, надрукованих у сусідніх республіках.
На думку низки економістів, в умовах практично повної монополізації виробництва, лібералізація цін фактично призвела до зміни органів, які їх встановлюють: замість державного комітету цим стали займатися самі монопольні структури, наслідком чого стало різке підвищення цін та одночасне зниження обсягів виробництва. Таким чином проявився типово монопольний ефект. На думку співробітника МічДАУ Б. І. Смагіна, державна система ціноутворення була фактично замінена не ринковою, а монопольною, властивістю якої є підвищений рівень рентабельності при низькому обсязі випуску продукції, що своєю чергою призводить до прискорення інфляції та до скорочення виробництва. На думку економіста Г. О. Явлінського, монополії почали диктувати ціни реалізації та закупівельні ціни на сировину, що дало поштовх гіперінфляції, уникнути цього можна було, давши населенню перед початком лібералізації цін можливість придбати засоби виробництва — магазини, землю, вантажний автотранспорт. Тобто, провівши малу приватизацію.
На думку низки економістів, лібералізація цін призвела до того, що зростання цін значно випередило зростання грошової маси, наслідком чого стало її реальне стиснення. Так, за 1992—1997 роки індекс-дефлятор ВВП та індекс споживчих цін зросли приблизно у 2400 разів, водночас агрегат грошової маси М2 збільшився приблизно у 280 разів. В результаті «реальна» грошова маса скоротилася у 8 з гаком разів. При цьому не відбулося такого ж збільшення швидкості обігу грошей, що могло б компенсувати стиснення. Становище погіршувалося тим, що в результаті приватизації на грошову масу лягло додаткове навантаження з обслуговування акцій, облігацій тощо, які раніше не були об'єктами угод. Внаслідок цих процесів до 2000 року грошова маса стала становити близько 15 % ВВП, при тому, що в країнах з перехідною економікою вона становила тоді 25—30 % ВВП, а в розвинених країнах — 60—100 % ВВП. При нестачі грошей вони стали настільки дорогими, що реальний сектор економіки опинився оголеним від фінансових ресурсів. Відсутність грошей в економіці також прискорила розвиток інших негативних процесів: падіння економічного зростання, поповнення недостатньої грошової маси сурогатами та посилення натуралізації обміну (бартерних операцій).
На думку економіста С. Ю. Глазьєва, лібералізація цін, що не супроводжувалася створенням стримуючих механізмів, призвела «не до створення механізмів ринкової конкуренції, а до встановлення контролю над ринком організованих злочинних груп, які отримують надприбутки шляхом підвищення цін», до того ж допущені помилки «спровокували гіперінфляцію витрат, яка не тільки дезорганізувала виробництво, а й призвела до знецінення доходів та заощаджень громадян».

## Критика

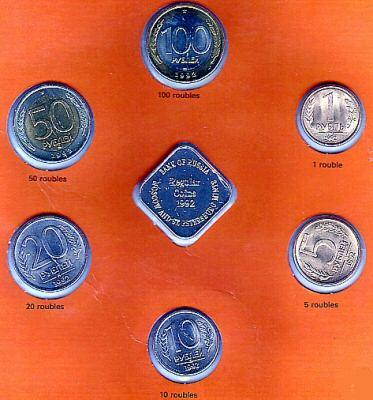
В СРСР до кінця 80-х років XX століття в обігу використовувалися лише монети номіналом не більше 1 рубля, а завдяки гіперінфляції в обігу з'явилися монети в 100 руб.

Гіперінфляція знецінила заощадження радянського періоду. Незважаючи на ухвалені Верховною Радою РРФСР (а згодом і Держдумою) закони, згідно з якими вклади в Ощадбанку мали бути індексовані відповідно до купівельної спроможності рубля, уряд неодноразово відмовлявся визнати за собою цей внутрішній борг, посилаючись на ймовірні згубні наслідки для фінансової стабільності в країні. Критики економічної політики уряду Гайдара, зокрема й серед прихильників ліберальних реформ, порівнюють цей процес із конфіскацією.
Предметом гострої критики є те, що реформи були проведені без широкої суспільної дискусії, в якій би брали участь прихильники альтернативних підходів. Ще до лібералізації цін висувалися аргументи, що їй мала передувати приватизація, якій, своєю чергою, мали передувати інституційні реформи: насамперед, забезпечення панування права та законодавчого захисту приватної власності. Стверджується, що наявність життєздатного приватного сектору (хоча б малого бізнесу) призвела б до його зростання після лібералізації цін, що пом'якшило б ефект падіння виробництва («в'єтнамський досвід»). Крім того, грошова приватизація сама по собі здатна вилучити значні кошти в населення в обмін на акції великих підприємств і тим самим відновити баланс. Другою, схожою по суті, пропозицією для вирішення проблеми економічної рівноваги був продаж інших форм держмайна: засобів виробництва, землі, житлового фонду тощо. Третьою альтернативою була плавна лібералізація, з частковим збереженням планової економіки («китайський шлях»), щоб не допустити надмірного падіння купівельного попиту. Прихильники цієї точки зору вважають, що ціноутворення на найважливіші групи товарів мало звільнятися від державного контролю поступово, протягом тривалого проміжку часу.
На цю критику реформатори відповідали, що вони виходили з конкретних умов Росії кінця 1991 року. Незважаючи на те, що формально держава зберігала значний контроль над економікою та суспільством, фактично державні органи не мали реальної влади, а політичний курс виконавчої влади викликав опір з боку представницької влади — Верховної Ради. За таких умов, з погляду реформаторів, ані проведення глибокої законодавчої реформи, ані «китайський шлях» не були можливі.
Другим предметом критики лібералізації цін є концепція неолібералізму та неокласичної моделі економіки, що лежить в її основі, особливо роль цін у передачі інформації на ринку.

## Лібералізація цін в Україні та Білорусі
27 грудня 1991 року Кабінет Міністрів України ухвалив постанову № 376 «Про систему цін у народному господарстві та на споживчому ринку України». Уряд не наважився «відпустити» всі ціни і запроваджував регулювання цін на широкий перелік ключових товарів та послуг (вугілля, нафта, газовий конденсат, природний та скраплений газ, електроенергію та тепло, транспортні послуги, окремі види хліба тощо). У грудні 1993 року уряд в. о. прем'єр-міністра Юхима Звягільського ухвалив постанову № 987 «Про впорядкування цін і тарифів», яка розширювала перелік товарів, що підпадали під регулювання цін. Результатом такої політики став розвиток бартерних схем, падіння виробництва. Ціни на окремі товари то відпускали, то знову фіксували. Зупинка зростання окремих цін на тлі гіперінфляції призводила до зникнення цих товарів з полиць магазинів.
Уряд Білорусі у своїй заяві від 18 листопада 1991 року оголосив про вимушену лібералізацію цін з 1 січня 1992 року. При цьому фіксованими залишалися ціни на хліб, м'ясо-молочні продукти, дитячі товари, житлово-комунальні послуги, транспорт. Незабаром майже всі підприємства республіки, у тому числі колгоспи та радгоспи, були включені до списку підприємств-монополістів, ціни на продукцію яких контролювалися державою (декларування цін, встановлення лімітів рентабельності). Після того як президентом Білорусі у 1994 році став Олександр Лукашенко, він видав указ, яким уряду було надано право визначати номенклатуру продукції, товарів та послуг, на які затверджується фіксована державна ціна (Указ № 49 від 15 серпня 1994 р.). До осені 1995 року переважна більшість цін була формально вільними, але будь-яка фірма могла бути перевірена на предмет економічної обґрунтованості витрат та прибутку. Така політика призвела до того, що через рівень рентабельності, як правило, нижчий за рівень інфляції, більшість підприємств «проїла» свої оборотні фонди.